# جيوفري إس. فليتشير
جيوفري إس. فليتشير (بالإنجليزية: Geoffrey S. Fletcher)‏ هو كاتب سيناريو ومخرج أمريكي، ولد في 4 أكتوبر 1970 في نيو لندن في الولايات المتحدة.

## وصلات خارجية
- جيوفري إس. فليتشير على موقع IMDb (الإنجليزية)
- جيوفري إس. فليتشير على موقع ألو سيني (الفرنسية)
- جيوفري إس. فليتشير على موقع أول موفي (الإنجليزية)
- جيوفري إس. فليتشير على موقع بوكس أوفيس موجو (الإنجليزية)
- جيوفري إس. فليتشير على موقع قاعدة بيانات الأفلام السويدية (السويدية)
- جيوفري إس. فليتشير على موقع قاعدة بيانات الفيلم (الإنجليزية)
- جيوفري إس. فليتشير على موقع كينوبويسك (الروسية)